# Northill
Northill è un paese di 2 284 abitanti della contea del Bedfordshire, in Inghilterra.